# جون إدموندز (سياسي)
جون إدموندز هو سياسي أمريكي، ولد في 2 يوليو 1951. نشط حزبياً في الحزب الجمهوري. وقد انتخب عضو مجلس نواب كنساس ‏.